# Puèi de Sant Circ
El Puèi de Sant Circ (en occità Puèi de Sant Circ o Puèi de la Crotz, en francès Puy de Sancy) és una muntanya del Massís Septentrional d'Occitània, situada al departament de Puèi Domat, a 35 km al sud-oest de Clarmont d'Alvèrnia, a la regió d'Alvèrnia-Roine-Alps. Es tracta de la muntanya més alta del Massís Septentrional, amb 1.885 m. Forma part d'un antic estratovolcà que ha estat inactiu durant uns 220.000 anys.
Els vessants nord i sud de la muntanya s'utilitzen per esquiar, i diversos telefèrics i remuntadors permeten accedir-hi. L'esquí es practica des de principis del segle xx. L'any 1936 es va construir un enllaç del telefèric des de Montdaur fins a una de les agulles situades just sota del cim.
La cara nord de la muntanya és també la font de dos rierols anomenats Dore i Dogne, que s'uneixen a uns 1.370 metres d'altitud per formar el Dordonya, el qual travessa la propera ciutat balneari de Montdaur i arriba a l'Estuari de la Gironda.

## Toponímia
El Puèi de Sant Circ s'havia anomenat Puèi de la Crotz durant el segle xix, degut a la presència d'una creu monumental al seu capdamunt. L'origen del nom actual sembla derivar de Sant Sixt, celebrat el 6 d'agost, data en la qual es produïa un important pelegrinatge al cim des dels pobles veïns, en especial dels parroquians de Sant Donat, del qual Sant Sixt n'és el patró.

## Galeria

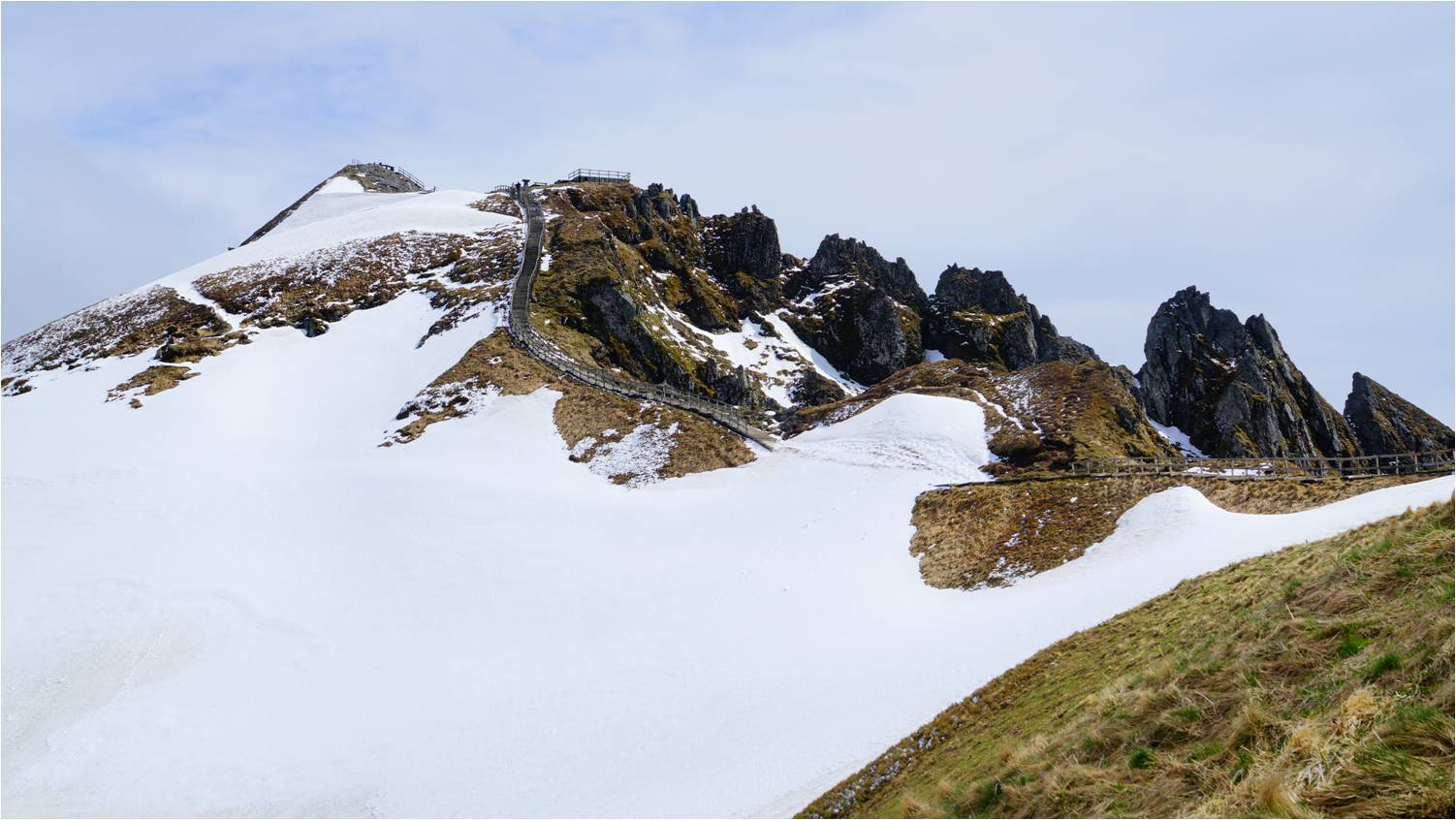
Vista del cim
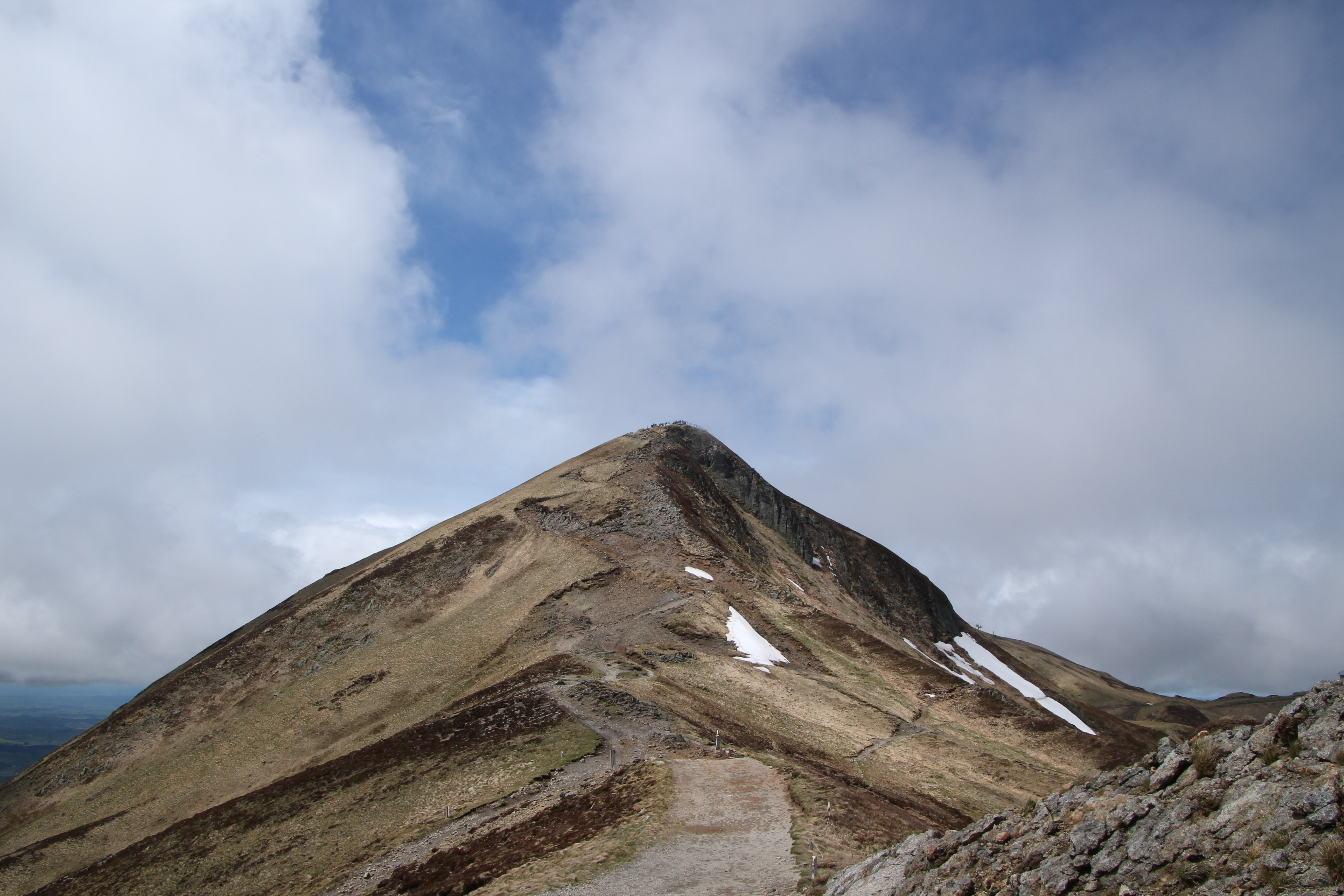
Detall del cim
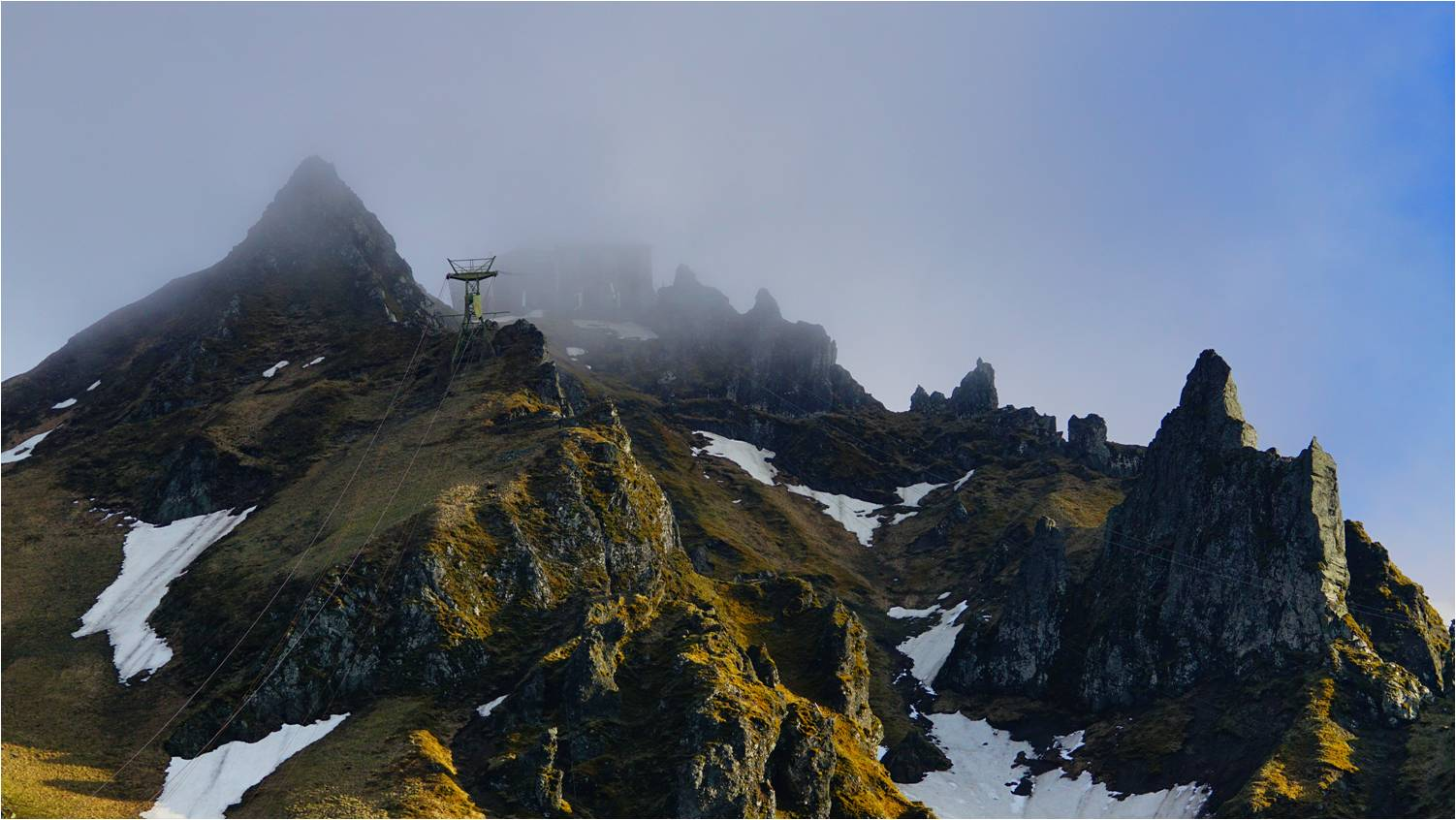
Estació superior del telefèric (entre la boira) i roques de l'Os (dreta)
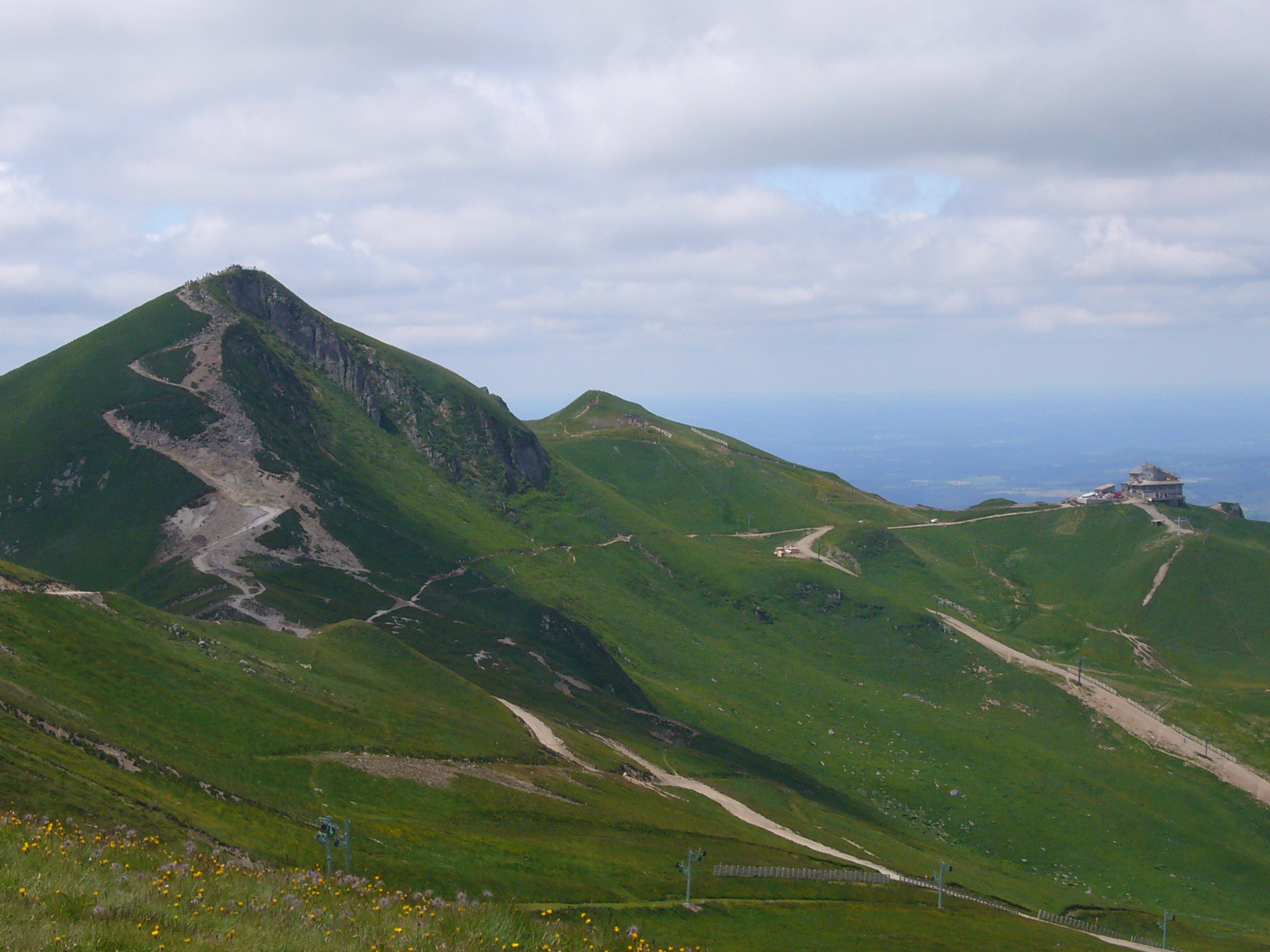
Puèi de Sant Circ (esquerra) i estació superior del telefèric (dreta)
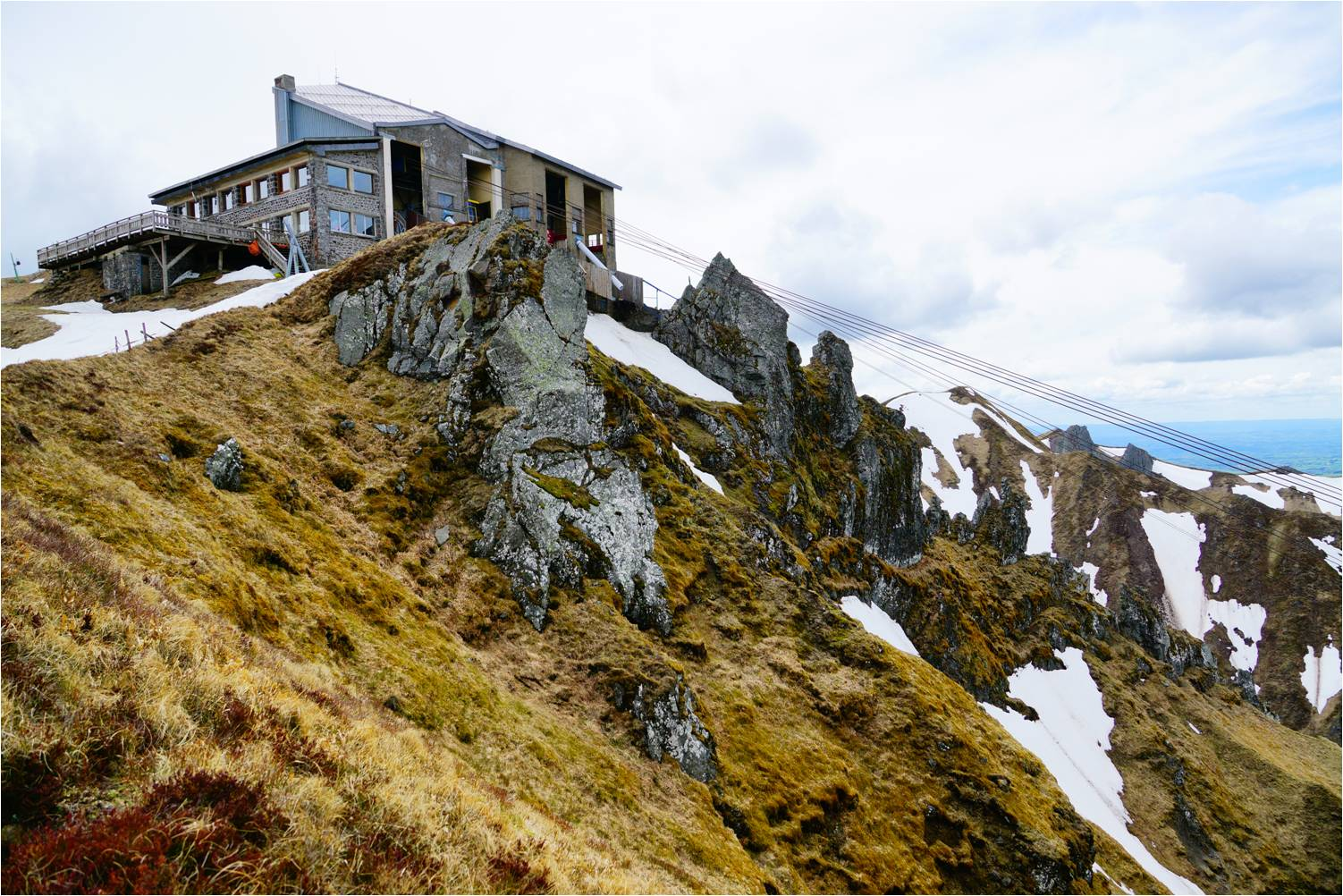
Vista de detall de l'estació superior del telefèric
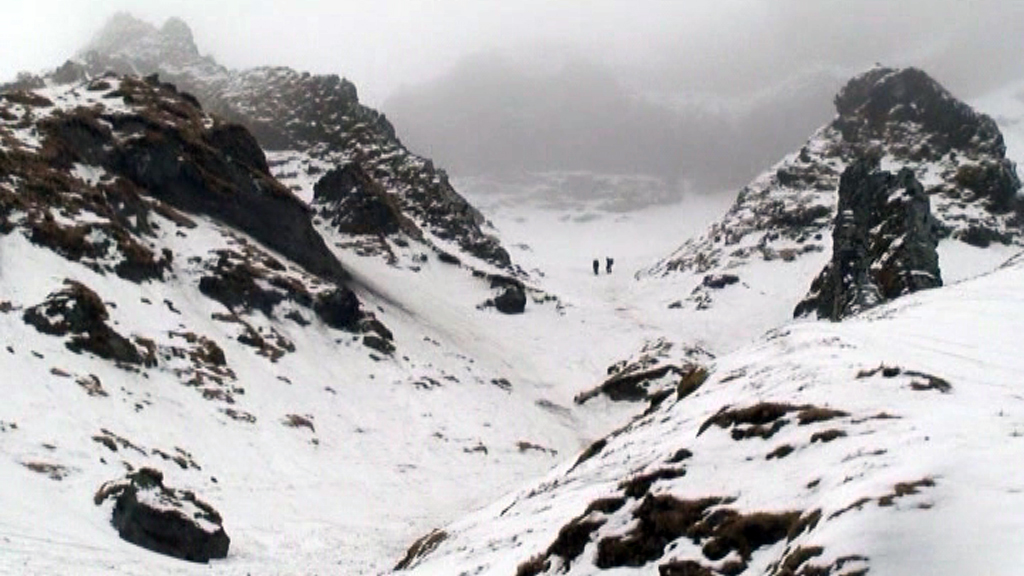
Vall de l'Infern, lloc clàssic de l'alpinisme hivernal a l'Alvèrnia